# Svenarums kyrka
Svenarums kyrka är en kyrkobyggnad i Svenarums församling i Småland, Den ligger 1 mil östsydöst om Vaggeryd och tillhör Växjö stift. Vid kyrkogårdens östra sida passerar riksväg 30.

## Kyrkobyggnaden
Kyrkan har en stomme av sten och består av ett långhus med rakt kor i öster och torn i väster. Korsarmar sträcker sig ut åt norr och söder. Ytterväggarna är spritputsade i vitt och taket täcks av rött enkupigt tegel. Tornet har ett kopparbelagt tälttak som kröns av en svartmålad lanternin av trä. Lanterninen har i sin tur ett tälttak som kröns med ett förgyllt kors.

## Historik
På 1100-talet, eller kanske under 1200-talets början, uppfördes en liten stenkyrka i Svenarum. Det var en romansk absidkyrka vars grundmurar sammanföll med dagens huvudskepp. Rester av absiden har påträffats i korsmitten.
Under 1700-talet förändrades kyrkan mycket kraftigt. Den förlängdes åt öster samt försågs med nytt rakt kor. Under 1780-talet tillkom norra och södra korsarmarna. I väster uppfördes ett torn 1811; i samband därmed revs en äldre klockstapel. I samband med denna ombyggnad belades kyrktaket med lertegel. En restaurering genomfördes 1901 då en fönsteröppning togs upp vid orgelläktarens södra sida.
30 juni 1788 skänktes till kyrkan av ryttmästaren Erland Broman, ägare till Hubbestads säteri, en finurlig mekanisk urverksinrättning tillverkad av torparen Sven Holmqvist från Stridsberget under Fiskaby av Svanarums församling. Han var född 1747.  Själva mekaniken fanns över taket och järnaxlar ledde därifrån bort till ett klot som var hängande i korskyrkans mitt. På varje arm som sträckte sig i de fyra korsarmsriktningarrna från klotet fanns en urtavla så var man befann sig i kyrkan kunde man se tiden. Vidare ledde en annan huvudledning från mekaniken  bort till östra armen där en visartavla med slagverk fanns.

## Inventarier
- Altartavla av Pehr Hörberg målad 1809 och har motivet Jesus stillar stormen.
- Nuvarande dopfunt av sandsten tillkom vid en renovering 1950.
- Predikstolen är tillverkad 1792 av en lokal byggmästare vid namn Wennerholm.

## Orglar

### Gamla läktarpositivet
- 1798: Pehr Schiörlin, Linköping, bygger ett orgelpositiv i kyrkan. Flertalet fasadpipor ljudande: I mittfältet Principal 8' D, i turellerna och sidofälten Octava 4'. Svarta undertangenter i manualen. Omfång: manual C - f³, pedal C - a°. Mixturen har ursprungligen 4 kor delade på två register: Mixtur II oktavkor 1' + 1' och Mixtur II ters- och kvintkor 4/5' + 2/3'.
- 1829: Enligt en inventering har positivet 11 orgelstämmor.
- 1865: Ombyggnad av Johannes Magnusson, Nässja, Lemnhult, som bl.a. bygger till ett 4-stämmigt öververk med Corno di Basetto 8', Rörflöjt 8', Flöjt 8' och Fugara 8' samt ett 3-stämmigt pedalverk med Subbas 16', Violoncell 8' och Basun 16'. Han förnyar också mekaniken, utökar pedalomfånget till C - h° och disponerar om manualverket något. Spitzflöjt 4' B och Spitzflöjt 8' D har numera gemensamt registerandrag liksom resterna av de båda mixturerna.
- 1951: I samband med att en ny orgel byggs bakom Schiörlins orgelhus, avlägsnas Johannes Magnussons öververk och pedalverk. Likaså tas bälgverket bort. Spelbordet utbyggt på orgelhusets södra gavel. Orgeln är mekanisk.

Nuvarande disposition:
| Manual C-f³                       | Pedal C-h°                  |
| Borduna 16’ (1865)                | bihängd genom koppel (1865) |
| Principal 8' (fasad)              |                             |
| Gedakt 8'                         |                             |
| Octava 4’ (fasad)                 |                             |
| Spitzflöjt 4', B                  |                             |
| Spitzflöjt 8', D                  |                             |
| Gamba 4'                          |                             |
| Qvinta 3' (eg. 2 2/3')            |                             |
| Octava 2'                         |                             |
| Mixtur III chor. 1' + 4/5' + 2/3' |                             |
| Trumpet 8', B/D                   |                             |

### Nya läktarorgeln
- 1951-1952 bygger Grönvall, Lilla Edet, en ny pneumatisk orgel bakom schiörlinorgeln.
- 1960 borttas svällverket och manual I kompletteras med Gedackt 4’.

Disposition (1973):
| Manual I                     | Manual II       | Pedal                    |
| Kvintadena 16’               | Fugara 8’       | Subbas 16’               |
| Principal 8'                 | Rörflöjt 8'     | Oktava 8'                |
| Gedackt 8'                   | Principal 4'    | Gedacktpommer 4 eller 8' |
| Oktava 4'                    | Täckflöjt 4'    |                          |
| Gedackt 4’ (eventuellt inte) | Blockflöjt 2’   | Automatisk pedalväxling  |
| Kvinta 2 2/3'                | Nasat 1 1/3'    | 2 fria kombinationer     |
| Oktava 2'                    | Cymbel III chor | Reg.-komb.               |
| Mixtur V chor.               |                 | Fasta komb.: P, T, U     |
| Trumpet 8'                   |                 |                          |

## Andra byggnader
Sydväst om kyrkan ligger det Stedtska gravkoret. Det är en kvadratisk byggnad uppförd 1811 i sten; taket är försett med en kopparklädd huv. Fasaden har vita slätputsade fält omgivna av rusticerade hörnkedjor och portal omfattning.